# IMindMap
O iMindMap é uma ferramenta para a criação de mapas mentais, criado por Tony Buzan. Esta aplicação usa os métodos de Tony Buzan para criar mapas que facilitem o pensamento criativo, brainstorming, planeamente e gestão de tarefas, entre outras coisas.
Desenvolvido pela empresa ThinkBuzan Ltd, os iMindMap está disponível para Windows, Mac e Linux. Este software interactico permite a criação de mapas mentais através do uso do rato, teclado ou mesmo quadros interactivos e ecrãs touch como o iPad.

## Versões
| Versão      | Sistemas            | Lançamento       |
| ----------- | ------------------- | ---------------- |
| 1 (Beta)    | Windows, Mac        | Novembro de 2006 |
| 1 (Oficial) | Windows, Mac        | Janeiro de 2007  |
| 1.5         | Windows, Mac, Linux | Julho de 2007    |
| 2           | Windows, Mac, Linux | Setembro de 2007 |
| 2.5         | Windows, Mac, Linux | Maio de 2008     |
| 3           | Windows, Mac        | Setembro de 2008 |
| 3.1         | Windows, Mac, Linux | Novembro de 2008 |
| 4           | Windows, Mac, Linux | Maio de 2009     |
| 4.1         | Windows, Mac, Linux | Outubro de 2009  |

## Formatos permitidos
- DMG/Zip
- Importação de ficheiro do Mind Manager e FreeMind (só ficheiros XML)
- Importação de ficheiros do Microsoft Word